# Космос-2313
Космос-2313 је један од преко 2400 совјетских вјештачких сателита лансираних у оквиру програма Космос.
Космос-2313 је лансиран са космодрома Тјуратам, Бајконур, Казахстан, 8. јуна 1995. Ракета-носач је поставила сателит у орбиту око планете Земље. Маса сателита при лансирању је износила 3150 килограма. Космос-2313 је био војни извиђачки сателит за праћење флоте.